# Theretra castanea
Espèce
Theretra castanea est une espèce d'insectes lépidoptères de la famille des Sphingidae, de la sous-famille des Macroglossinae, de la tribu des Macroglossini, de la sous-tribu des Choerocampina et du genre Theretra.

## Description
La couleur de fond des deux faces dorsale et ventrale sont très variables, la variabilité est plus marquée pour la face dorsale notamment sur l'aspect plus ou  moins rougeâtre, et la partie inférieure variant de l'orange au rose pale. La face dorsale de l'aile postérieure est uniformément brun ou noirâtre.

## Répartition et habitat
Répartition
L'espèce est endémique de l'Inde.

## Systématique
- L'espèce Theretra castanea a été décrite par l'entomologiste Frederic Moore en 1872, sous le nom initial de Pergesa castanea[1].
- La localité type est Bombay.

### Synonymie
- Pergesa castanea Moore, 1872 Protonyme
- Theretra hyporhoda (Hampson, 1900)
- Theretra swinhoei (Clark, 1925)
- Theretra castanella Gehlen, 1942